# جان يمان
جان يمان (بالتركية: Can Yaman)‏ (8 نوفمبر 1989 -) ممثل ومحامي تركي ولد في قاضي كوي في إسطنبول، من الأصول اليوغسلافية.

## نبذة
ولد من أب تركي وأم إيطالية درس في مدرسة بيلفان الخاصة ومن بعدها في ثانوية إيطالية. أنهى الثانوية بالمرتبة الأولى، وذهب إلى أمريكا في برنامج التبادل الطلابي. تخرج عام 2012 من قسم الحقوق في جامعة يديتيبه الذي درس فيها بمنحة. خضع لـ دروس تمثيل كهواية، وعمل محاميا لـ 6 سنوات. كما أنه يجيد لغتين. تلقَّى تعليم تمثيل من قِبَل جونيت سايل.

## أعماله
- مسائل الغرام بدور بدر
- العشق عنادا بدور يالين
- البدر بدور فريد اصلان
- من منا لا يحب بدور طارق
- الطائر المبكر بدور جان ديفيت
- السيد الخطأ بدور أوزجور

## روابط خارجية
- جان يمان على موقع IMDb (الإنجليزية)